# Loculus (corail)
Le loculus (pluriel : loculi) est un terme à double sens mais concernant à chaque fois l'anatomie des cnidaires :
- Loculus dans l'axe
- Loculus dans la cavité gastro-vasculaire

## Loculus dans l'axe
Dans ce sens, le loculus est une zone calcifiée ou remplie de fibre au sein de l'axe,.

## Loculus dans la cavité gastro-vasculaire
Dans ce sens, le loculus est un espace à l'intérieur de la cavité gastro-vasculaire entre les septes. On parle de loculus interseptale.